# Shuyuan, Shanghai
Shuyuan är en köping i Kina. Den ligger i Pudong i storstadsområdet Shanghai, i den östra delen av landet, omkring 51 kilometer sydost om den centrala stadskärnan. Antalet invånare är 59 323. Befolkningen består av 29 382 kvinnor och 29 941 män. Barn under 15 år utgör 9,0 %, vuxna 15-64 år 76 %, och äldre över 65 år 13,0 %.